# Isabelle Sandy
Pour les articles homonymes, voir Sandy.
Isabelle Sandy, ou madame Xardel, pseudonymes d'Isabelle Dieudonnée Marie Fourcade, née le 15 juin 1884 à Cos (Ariège) et morte le 7 mai 1975 à Foix, est une écrivaine et animatrice de radio française.

## Biographie
Isabelle Sandy a beaucoup écrit sur sa région, mais a aussi publié des romans pour jeunes filles. Son œuvre se compose de six recueils de poésies, plus de quarante romans et de nombreux contes et nouvelles publiés dans divers revues et journaux.
L'Académie française lui décerne le prix Montyon en 1918 et le prix Alice-Louis-Barthou en 1948.
Elle a aussi animé des émissions de radio à Toulouse et Radio Andorra en Andorre, qui étaient très écoutées et appréciées[réf. nécessaire].
Isabelle Sandy repose dans le petit cimetière de Saint-Martin-de-Caralp en Ariège.
La principauté d'Andorre a émis un timbre à son effigie en 1996 et donné son nom à une des rues de la ville d'Escaldes-Engordany (N 42.508254, E 1.536402). Une allée Isabelle-Sandy existe à Foix.
Elle est faite chevalier de la Légion d'honneur en 1931 puis promue officier de la Légion d'honneur.

## Publications

### Essais
- Pyrénées, collection "Le pays de France" No 21, Paris, Hachette, 1925 (70 pages ; introduction par Isabelle Sandy ; couverture illustrée en noir, nombreuses photographies et une reproduction hors-texte en couleurs d'après A. Mozal)
- Les fêtes du couronnement de l'antique vierge de l'Ermitage, à Font-Romeu, in L'Illustration, 1926 (article d'une page et demie ; 3 photographies)
- Le Pays de Foix, in À travers la France - Journées du Livre 1933, Paris, Syndicat des Éditeurs, 1933 (286 pages ; textes par Jean Charmy, Gabriel Boissy, Maurice Constantin-Weyer, André Savignon, Gabriel Faure, Isabelle Sandy, André Demaison, Tristan Bernard, Joseph de Pesquidoux, François Porché, Joan Camp, Armand Praviel, Marius-Ary Leblond, Albéric Cahuet, M. Ollivier, Marcel Ormoy, Mabelle de Poncheville, André Maurois, Maurice Genevoix, José Germaire, Gaston Chérau, Titaÿna, Marcel Batilliat, Gaston Riou et Louis Madelin ; illustrations en noir par Claudel)
- L'étrange république d'Andorre, in À travers la France ensoleillée, Collection "Nos provinces", Elbeuf, Paul Duval, sans date [1933] (392 pages ; textes par Charles Brisson, Burgaud des Marets, Louis Lachèvre, Albert-Louis Bonneaud, Edmond Rostand, Raymond Escholier, Joseph de Pesquidoux, Taine, Charles de Bordeu, Pierre Loti, Eugène Le Roy, Jean Amade, Pierre Jalabert et Isabelle Sandy ; illustrations par E. Daubé et J. Druet, dont deux hors-texte en couleurs)
- Lettre-préface à Les vallées d'Andorre de Gaston Combarnous, Montpellier, Éditions Les Chênes verts, 1933
- Le Comté de Foix, Collection "Gens et Pays de chez nous", Paris, J. de Gigord [1935] (184 pages ; couverture illustrée, carte du Comté de Foix en frontispice, nombreuses reproductions photographiques en héliogravure in- et hors-texte)
- Montagne, in Rails de France, Revue mensuelle des Grands Réseaux de Chemins de Fer Français, no 43, juillet 1936 (article)
- Montségur temple cathare : son histoire, son message, Foix, Pierre Farré, 1962 (39 pages)
- Comté de Foix et Couserans, Toulouse, Privat, 1963 (165 pages ; couverture illustrée, photographies en noir hors-texte)
- La courbe. Essai. Du paradis au Millénium, Nancy, Imprimerie Georges Thomas, 1966 (61 pages ; publié sous le pseudonyme de Pierre Sylvio)

### Romans, Poèmes
- L'Ève douloureuse, Paris, Alphonse Lemerre, 1912 (poésie)
- Chantal Daunoy, Paris, Plon, Nourrit et Cie [1917] (273 pages ; premier roman, qui obtiendra le Prix Montyon)
- La descente de Croix, Paris, Plon, Nourrit et Cie, 1920 (300 pages)
- Dans la ronde des Faunes, Librairie Delalain, 1921 (224 pages ; roman ayant obtenu le Prix national des Lettres 1921)
- Maryla. Roman d'une Polonaise, Collection Stella no 49, Éditions du Petit Écho de la Mode, 1922 (158 pages ; couverture illustrée en couleurs par Colineau)
- L'Heure Folle, Paris, Plon, 1923 (286 pages)
- Andorra ou Les Hommes d’Airain, roman, La Petite Illustration no 59-60-61-62, 25 août-1er-8-15 septembre 1923 (88 pages ; illustrations par André Devambez)
- Andorra ou Les Hommes d’Airain, Paris, Librairie Plon, 1923 (VII, 288 pages)
- Sauvageries (Poèmes), Paris, Le Divan, 1924 (80 pages)
- Les vieux nids, collection « La Liseuse », Paris, Librairie Plon, 1924 (recueil de trois nouvelles)
- Andorra: A Novel, Boston, Houghton Mifflin Company, 1924 (346 pages ; traduction en anglais de Andorra ou Les Hommes d’Airain par Mathilde Monnier et Florence Donnell White ; texte de présentation par Rudyard Kipling)
- Andorra, London, Geoffrey Bles, 1925 (édition anglaise de Andorra: A Novel)
- L'homme et la sauvageonne, Paris, Plon-Nourrit, 1925 (251 pages)
- Llivia ou Les cœurs tragiques, Paris, Plon, Nourrit et Cie, 1926 (254 pages)
- Wild Heart, Boston, Houghton Mifflin Company, 1926 (262 pages ; frontispice ; traduction en anglais de Llivia ou Les cœurs tragiques par Charles Miner Thompson)
- Andorra ou Les Hommes d'Airain, Bibliothèque Plon no 143, Paris, Librairie Plon (191 pages ; couverture illustrée en couleur par Pierlis)
- Les soutanes vertes, roman, La Petite Illustration no 353-354, 15-22 octobre 1927 (59 pages ; compositions et 8 bois gravés par Georges Tcherkessof)
- Les soutanes vertes, Bibliothèque Charpentier, Eugène Fasquelle, éditeur, 1927 (224 pages)
- Préface à Appareillage. Poèmes de Renée Jardin, La Madeleine-les-Lille, Éditions Le rouge et le noir, 1928
- Le Dieu Noir, roman, La Petite Illustration no 431-432-433, 25 mai-1er-8 juin 1929 (71 pages ; illustrations en noir, orange et bistre par Mathurin Méheut)
- Le Dieu Noir, Paris, Librairie Plon - les petits-fils de Plon et Nourrit, 1929 (246 pages)
- Kaali déesse de l'amour et de la mort, collection "L'Arc-en-ciel", Éditions Spes, 1930 (231 pages ; illustrations en noir par Georges Mailliez)
- La vierge au collier, Bibliothèque Charpentier, Fasquelle éditeurs, 1931 (216 pages)
- Les soutanes vertes, Collection du Lecteur, Éditions Cosmopolites, 1931 (250 pages ; jaquette illustrée en couleurs par Kim)
- Un homme à la mer, Bibliothèque Charpentier, Fasquelle éditeurs [1932] (192 pages)
- Poèmes, La Petite Illustration no 592, 3 septembre 1932 (32 pages ; recueil de poèmes par François-Paul Alibert, Paul Bourget, André Corthis, Claude Dervenn, Maurice Donnay, Alfred Droin, Paul Fort, Nicolette Hennique, Jean Lebrau, Jacques Madeleine, Ernest Prévost, Jean Renouard, Isabelle Sandy, Daniel Thaly et Marie-Louise Vignon)
- L'homme qui fabriquait de l'or ou l'histoire de Nicolas Flamel et de dame Pernelle, Paris, La Madeleine, 1932 (285 pages)
- Llivia ou Les cœurs tragiques, Paris, Édition de la Nouvelle Revue Critique, 1933 (250 pages ; couverture illustrée par Jean-Adrien Mercier)
- La soutane sanglante, Paris, Plon, 1935 (259 pages)
- Quand les loups ont faim, roman La Petite Illustration no 797-798, 14-21 novembre 1936 (64 pages ; illustrations par Lucien-Paul Pouzargues)
- Quand les loups ont faim, Paris, Jules Tallandier, 1937 (256 pages)
- Nuits andorranes, nouvelle, La Petite Illustration no 891, 15 octobre 1938 (32 pages, illustrations par Léon Fauret)
- L'enchantement, Paris, Les Cahiers d'Art et d'Amitié, 1938 (79 pages ; portrait en frontispice par France Lambert)
- Marie-Anne ou l'amitié conjugale, Paris, Plon, 1940 (250 pages)
- L'Homme qui fabriquait de l’or, Toulouse-Paris-Colmar, Les Éditions du Hublot (La Nouvelle Édition Française), 1944 (187 pages)
- La ronde invisible, 1944
- Sang et or ou La paix par les femmes, La Nouvelle Édition Française, 1945 (197 pages ; couverture illustrée en couleurs)
- Andorra, London, Geoffrey Bles, 1946 (192 pages ; réédition)
- La ronde des Faunes, Toulouse, Le Hublot, 1946 (157 pages)
- Printemps de feu, Éditions Chantal, 1946 (217 pages)
- Le rossignol de l'ombre, Le Portulan, 1948
- Les grandioses visions d'Anne-Catherine Emmerich, Collection Les grands témoignages, Tournai-Paris, Éditions Casterman, 1948 (144 pages ; jaquette illustrée en noir)
- La tempête sur l'amour, Bibliothèque Pervenche, no 55, éditions Dumas, 1948 (187 pages ; couverture illustrée en couleurs)
- Rosamour enfant perdue, Bibliothèque Pervenche, no 63, éditions Dumas, 1949 (192 pages ; couverture illustrée en couleurs)
- La maison des femmes seules, Bibliothèque du Petit Écho de la mode, août-septembre 1949 (26 pages ; illustrations en noir dans le texte). Suivi d'une nouvelle de Charles de Bussy, Amours d'autrefois)
- L'homme et la sauvageonne, Collection Marie-France, Pierre Horay, 1949 (180 pages ; couverture illustrée en couleurs par Maynard)
- La nouvelle Andorra, Paris, Plon, 1949 (246 pages)
- La guérisseuse, Collection Bérénice, Paris, Amiot Dumont, 1950 (204 pages)
- L'homme et la sauvageonne, Collection Azur, Marcinelle-Paris, Jean Dupuis, Fils & Cie [1951] (203 pages ; couverture illustrée en couleurs par Brenot)
- Rosamour enfant perdue, Collection Petit Format, Livre de Poche, 1951 (124 pages)
- Trencabel, pyrénéen, Paris, Nouvelles éditions latines, 1955 (190 pages)
- De granit et de pourpre : le Cardinal Saliège, Paris, Spes, 1957 (191 pages ; écrit en collaboration avec Marguerite Dufaur)
- Je n'ai jamais vu Dieu, Paris, Alsatia, 1959 (101 pages)
- Angoisse. Poèmes, Foix, librairie Surre, 1960 (prix Maurice Rollinat 1959)
- Mémoires d'un chien de berger, Éditions Marescot, 1969 (208 pages ; couverture illustrée)
- Die Memoiren eines Hundes, Wien-Berlin, Paul Neff Verlag, 1970 (250 pages ; 13 illustrations par Klaus Pitter ; traduction en allemand de Mémoires d'un chien de berger)
- Rosamour ou les enfants perdus, Collection Stella (40 pages)
- Madone aux cheveux blancs
- Le rossignol de l'ombre, Bibliothèque du Petit Écho de la Mode
- Kaali déesse de l'amour et de la mort, Collection du Lecteur, Éditions Cosmopolites (248 pages ; jaquette illustrée)
- La simple vie des hommes, collection "L'Arc-en-ciel", Paris, Éditions Spes (242 pages ; illustrations en noir par Eugène Delécluse)
- Quand les loups ont faim, Marcinelle-Paris, Jean Dupuis (165 pages ; jaquette illustrée en couleurs)
- Rosamour enfant perdue, Dupuis
- Rosamour, Éditions Des Remparts

## Hommages
Une salle de Foix, une rue de Lavelanet et de Mirepoix, un chemin de Pamiers et une place de Saint-Martin-de-Caralp portent son nom.
Un timbre à son effigie est émis en 1996 par la principauté d'Andorre.